# 福格特兰地区奥尔巴赫
福格特兰地区奥尔巴赫（德語：Auerbach/Vogtl.），通称奥尔巴赫（德語：Auerbach，發音：[ˈaʊɐbax] ⓘ），是德国萨克森州福格特兰县的城市，面积55.52平方千米，2023年12月31日人口为17,562人。